# Avventurina

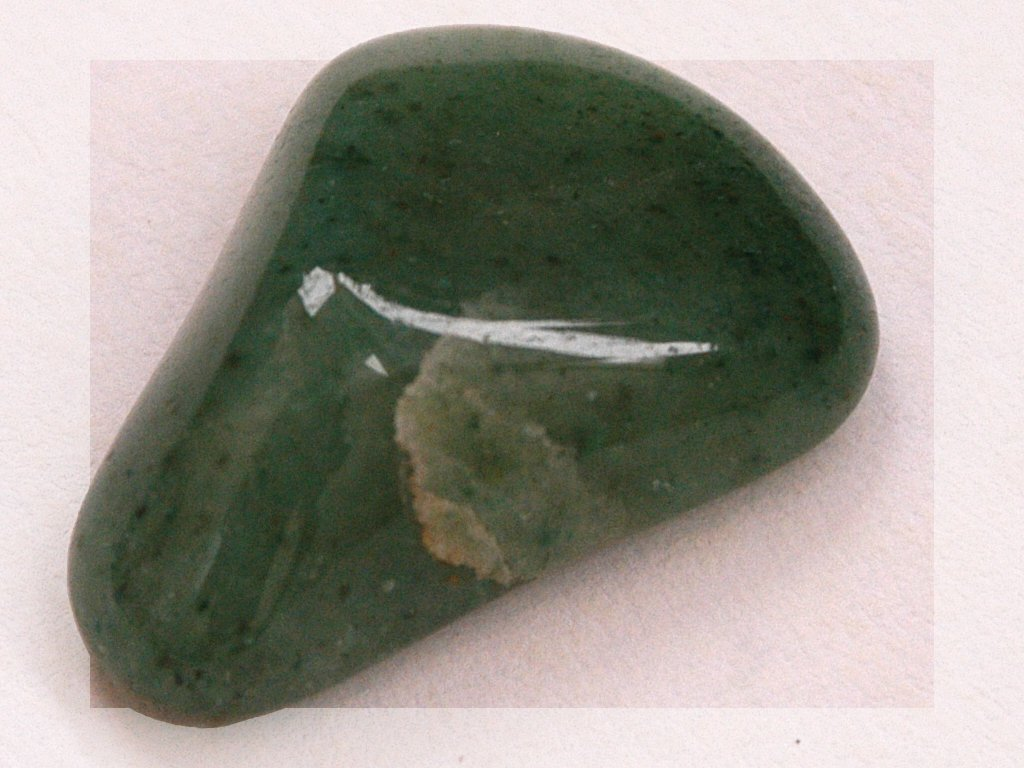
Avventurina (dimensione sconosciuta)

L'avventurina è una varietà di quarzite traslucida in aggregati granulari con piccole inclusioni che riflettono la luce, causando il fenomeno dell'avventurescenza. Tali lamelline sono normalmente miche (fuchsite, actinolite, goethite ed altre o cloriti), che conferiscono alla pietra un brillante colore bruno o verde (quest'ultimo colore grazie soprattutto alla fuchsite). In presenza di considerevoli quantità di muscovite, si hanno dei riflessi argentei, mentre ne esiste una varietà oligoclastica, l'avventurina orientale o pietra di sole, in cui l'abbondanza di depositi di ematite provoca dei riflessi interni rossi. È considerata in generale una pietra da taglio di pregio.
L'aspetto risulta come quello di un materiale in cui siano distribuite a caso ("à l'aventure" appunto, da cui il nome) piccole pagliuzze. Dall'avventurina, infatti, prese il nome un tipo di vetro inventato a Venezia nel XVII secolo.
L'avventurina verde è estratta soprattutto in Brasile, Cina, India e Russia, mentre quella bruna proviene prevalentemente dal Brasile.